# 贝纳德·奥尔马诺夫斯基
贝纳德·奥尔马诺夫斯基（波蘭語：Bernard Ormanowski，1907年11月10日—1984年12月7日），波兰男子赛艇运动员。他曾代表波兰参加1928年夏季奥林匹克运动会赛艇比赛，获得男子四人单桨有舵手铜牌。